# Kammlinie
Die Kammlinie ist diejenige Linie in – idealerweise – einem Kammgebirge, die die höchsten Punkte miteinander verbindet. Die Kammlinie ist dabei immer auch Wasserscheide und die Verbindung mehrerer Rückenlinien und Sattelpunkte.
Das Feststellen der Kammlinie in Gebirgen, die kein klassisches Kammgebirge ausbilden, bereitet mitunter Schwierigkeiten. Das ist in Horstgebirgen wie dem Harz der Fall, aber auch der Schwarzwald und das Erzgebirge weisen Gebiete auf, wo sich der Gebirgskamm aufteilt oder ohne zusätzliche Hilfsmittel schwer feststellbar ist. Diese Hilfsmittel können Höhenmessungen, Relief- und Höhenliniendarstellungen auf topografischen Karten, stereoskopische Auswertungen von Luft- oder Satellitenbildern oder auch satellitengestütztes Scannen sein.
Als gutes, anschauliches Beispiel können die Kitzbüheler Alpen dienen, wo die Kammlinie von Kreuzjoch über Salzachgeier, Salzachjoch, Kröndlhorn, Großer Rettenstein, Kleiner Rettenstein, Pass Thurn, Geißstein, Hochkogel zur Schmittenhöhe verläuft. Bekannteste Kammlinien deutscher Mittelgebirge sind der Rennsteig im Thüringer Wald und die Clausstraße im Harz.